# Freddy Krueger
Pour les articles homonymes, voir Freddy.
 (août 2018).
Freddy Krueger est un personnage de fiction créé par Wes Craven, incarné pour la première fois par Robert Englund dans Les Griffes de la nuit (1984) ainsi que dans les sept autres films de la saga, puis par Jackie Earle Haley dans le remake de 2010 Freddy : Les Griffes de la nuit.
Tueur en série brûlé vif par les parents de ses jeunes victimes, Freddy revient d'entre les morts sous forme démoniaque afin de poursuivre et assassiner des adolescents dans leurs rêves. Défiguré et muni de griffes fixées sur un gant de cuir, le personnage est une icône du cinéma d'horreur.

## Biographie
Freddy Krueger est né le 1er février 1942, à l'hôpital psychiatrique de Westin Hills, à Springwood dans l'Ohio. Il est le résultat de multiples viols qu'avait subis Amanda Krueger, alors qu'elle était nonne stagiaire dans un service de cet hôpital qui s'occupait de fous dangereux. Ce service fut fermé depuis l’accident.
Freddy vit au sein d'une famille d'adoption, hostile à son égard et il est également le souffre-douleur de ses camarades de classe. À un âge déjà très précoce, Krueger présente des signes de sadisme. Il s'adonne aux meurtres de petits animaux. Il apprivoise la souffrance comme source de plaisir en s'auto-mutilant.
À l'adolescence, Krueger assassine son tuteur, un ivrogne notoire, à l'aide d'une lame de rasoir.  
Une vingtaine d'années plus tard, il épouse Loretta, une serveuse, avec laquelle il aura une fille, Katheryn.  
C'est durant cette période que Freddy confectionne une arme atypique, à l'aide d'un gant de jardinage, pourvue de lames de couteaux. Il s'en servira pour mettre à mort une vingtaine d'enfants du quartier après les avoir enlevés. Krueger utilisera la centrale thermique dans laquelle il travaille comme lieu pour commettre ses forfaits.
Sa femme Loretta découvrira ses exactions et mourra pour avoir bravé l'interdit de la cave de leur maison. Freddy l'étranglera à mort sous les yeux de leur fille, alors âgée de cinq ans. 
En 1968, Krueger sera finalement arrêté mais libéré à cause d'un défaut de signature sur l'un des documents d'inculpation. Après le procès, sa mère Amanda se tua, mais on ne retrouva jamais son corps. 
De nombreux parents se mobilisent à la recherche du Cisailleur de Springwood, dans une quête de vengeance et de justice. Ils le retrouvent cloîtré dans une chaufferie abandonnée et décident d'y mettre le feu par l'essence. Krueger, alors pris au piège des flammes, décède. Ses ossements furent cachés dans une décharge d'automobile.
Mais la peur, toujours présente dans les mémoires des résidents du quartier, permet à Freddy de réapparaître dans les cauchemars de leur progéniture. Il assassine de nouveau, par le biais des cauchemars, avec davantage de sadisme. S'en suivra une centaine de meurtres au fil des années dans des conditions toujours plus énigmatiques.
Dans le sixième film, il est révélé que les démons du rêve lui ont proposé de vivre éternellement à travers les cauchemars.
En 2003, complètement oublié par toute la population de Springwood, il ressuscite la créature Jason Voorhees de la saga Vendredi 13. Freddy manipule le tueur afin qu'il commette des forfaits que les habitants, effrayés par la dimension macabre des meurtres, attribueront à Freddy Krueger, lui permettant ainsi de réapparaître.

## Description

### Apparence

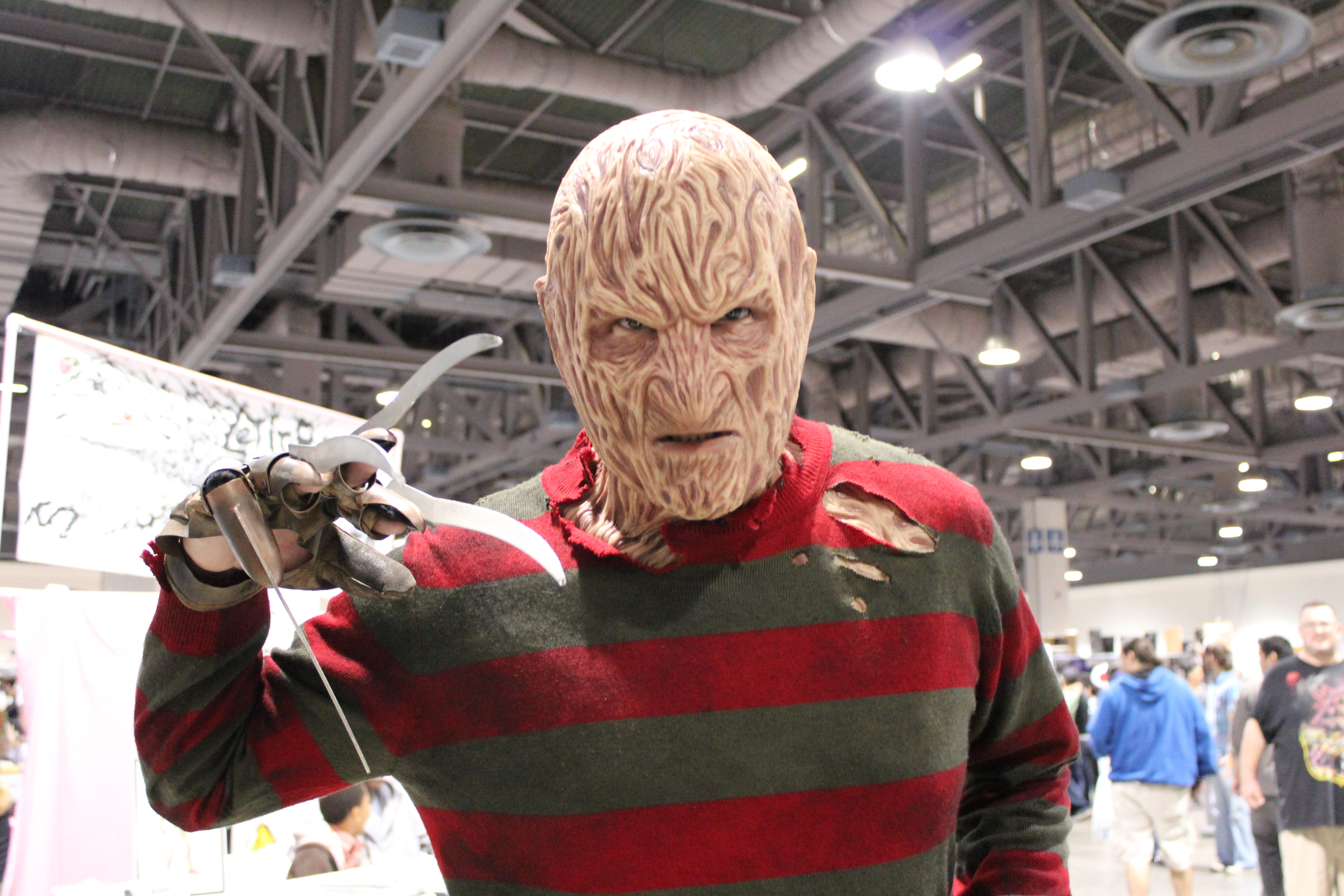
Cosplay de Freddy Krueger.

Freddy porte sur lui un chandail à rayures rouge et vert foncé. Il a le visage sévèrement brûlé (3ème degré). Il arbore constamment un gant prolongé de quatre lames de couteaux. Il porte également un "feutre" chapeau mou de couleur marron. Le design du personnage a évolué au cours des films. Dans Les Griffes de la nuit, les manches de son pull sont intégralement rouges, et les brûlures dont il a été victime semblent ne se limiter qu'à son visage et son buste (sa main non gantée ne semble pas avoir subi les ravages de son immolation).
Lors des phases de sommeil, les rêves habités par Freddy prennent place dans l'environnement dans lequel les victimes s'endorment sans qu'elles aient conscience de la transition.

### Personnalité
Depuis sa mort, on peut apparenter Freddy au croque-mitaine. Au fur et à mesure des épisodes de la saga, Freddy revêt les apparences des peurs les plus profondes de ses proies tandis qu'il tapisse l'environnement des songes qu'il habite en fonction des angoisses spécifiques de ses victimes.
Violenté par son père adoptif durant son enfance, et moqué par ses camarades de classe, il finit par prendre goût au meurtre de petits animaux ainsi qu'à la souffrance par l'auto-mutilation, il aura également un goût particulier pour le sadisme, même sadisme avec lequel il tue ses victimes. 
Freddy Krueger assassine les adolescents dans le quartier de ses premiers crimes. Il possède un humour noir et une réplique cinglante. Souvent, le tueur ricane, glousse, rit aux éclats durant ses apparitions. Freddy aime également faire crisser ses lames contre des parois en fer pour annoncer sa présence. Parfois, des fillettes en robes blanches ou jouant à la corde (de possibles souvenirs des premières victimes de Freddy) chantent une comptine pour avertir de la présence de Freddy.

### Comptine

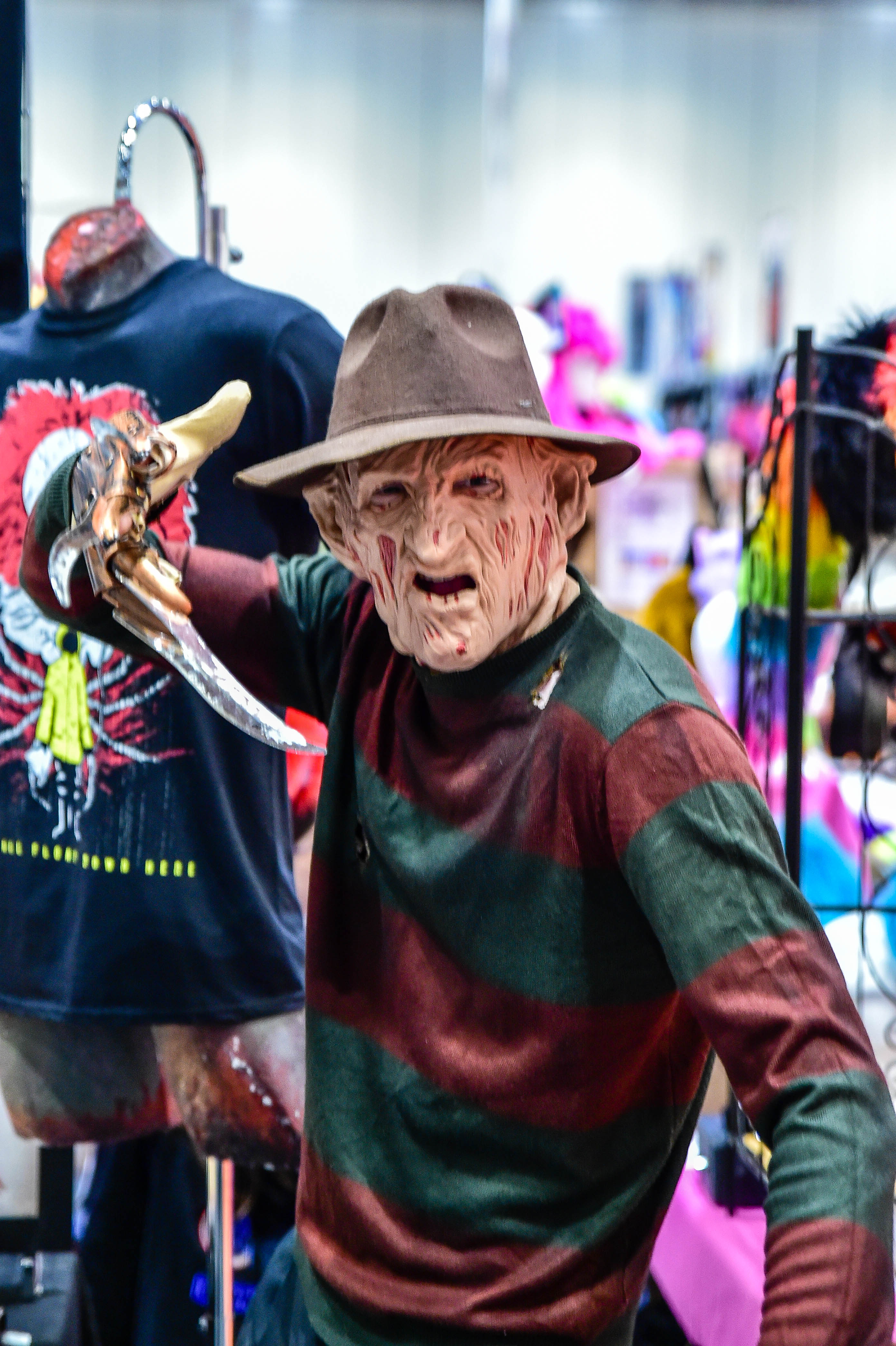
Cosplay de Freddy Krueger.

Selon les films, les comptines sont différentes (divergent seulement dans les versions françaises) :
- Dans Les Griffes de la nuit :

« Un-deux… Freddy te coupera en deux

Trois-quatre… Remonte chez toi quatre à quatre

Cinq-six… N'oublie pas ton crucifix

Sept-huit… Surtout ne dors plus la nuit

Neuf-dix… Il est caché sous ton lit… »

Dans La Revanche de Freddy :

« Un-deux… Freddy te coupera en deux 

Trois-quatre… Il t'attrapera

Cinq-six… Prends ton crucifix

Sept-huit… Dans tes rêves il sévit

Neuf-dix… Ton sommeil est sa malice »

Dans la bande-annonce des Griffes du cauchemar :

« Un-deux… Freddy sauve-qui peut

Trois-quatre… Ton loquet pense à rabattre

Cinq-six… Munis-toi d'un crucifix

Sept-huit… Ne t'endors pas tout de suite

Neuf-dix… Freddy resserre la vis »

Dans Les Griffes du cauchemar et L'Enfant du cauchemar :

« Un-deux… Voilà, Freddy l'affreux

Trois-quatre… Attention il va te battre

Cinq-six… Munis-toi d'un crucifix

Sept-huit… Reste éveillé toute la nuit

Neuf-dix… Si tu t'endors, c'est fini… »

Dans Freddy sort de la nuit :

« Un-deux… Freddy te coupera en deux

Trois-quatre… Reviens quatre à quatre

Cinq-six… Prends la croix du Christ

Sept-huit… Pour le mettre en fuite

Neuf-dix… Il faut que je te punisse… »

Version originale dans Freddy contre Jason :

« One-two… Freddy's coming for you (Un-deux… Freddy vient pour toi)

Three-four… better lock your doors (Trois-quatre… ferme bien ta porte)

Five-six… grab a crucifix (Cinq-six… prends un crucifix)

Seven-eight… gonna stay up late (Sept-huit… reste éveillé plus tard)

Nine-ten… never sleep again (Neuf-dix… ne dors plus jamais) »

### Pouvoirs et faiblesses
Freddy peut envahir les rêves des humains et les tuer directement depuis leurs cauchemars, les tuant ainsi dans la réalité. Il utilise son gant à griffes, mais peut aussi manipuler le monde des rêves comme il le souhaite, comme les aspirer dans un lit, dans une bande dessinée ou dans un jeu vidéo, il peut les faire tomber, ou les transformer en insectes à sa guise. À certaines occasions, il peut aussi posséder des corps humains en les forçant à commettre des assassinats. 
Cependant, il est vulnérable hors des rêves et perd tous ses pouvoirs dans le monde réel. Même s'il est éliminé, il peut ressusciter de l'enfer si les habitants qu'il a terrorisés se souviennent de lui et éprouvent de la peur à son égard. 
Dans le sixième volet, on comprend que Freddy ne peut pas quitter la ville de Springwood mais il parvient à ses fins, après avoir exécuté tous les adolescents de la ville, en s'infiltrant dans la mémoire de sa fille.

## Création du personnage

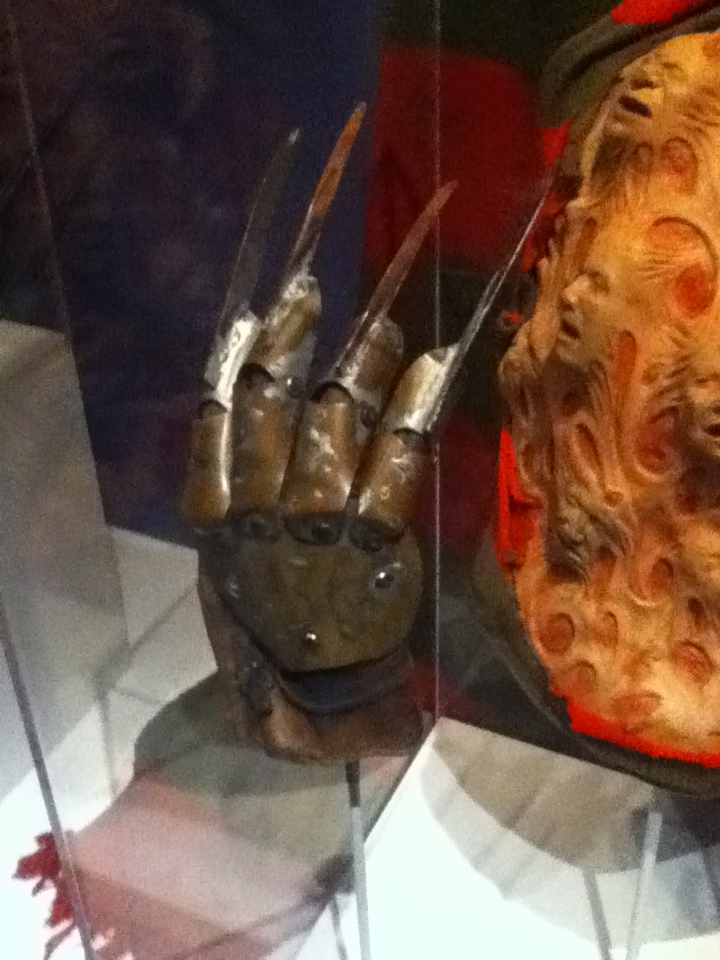
Le gant iconique de Freddy Krueger.

### Genèse
L'idée originale de Wes Craven était de créer un tueur en série qui sévirait là où on ne pourrait l'arrêter : dans les rêves. Pour l'élaborer, le réalisateur s'est inspiré d'un souvenir d'enfance et d'une série d'articles parus dans le Los Angeles Times. Ces articles relataient un fait divers, dans lequel un adolescent avait des cauchemars qui l'épouvantaient. Il trouva la mort peu après avoir émergé d'un cauchemar.
Au départ, Freddy devait être un vieil homme. Wes Craven le voulait à l'image d'un souvenir d'enfance qui l'avait profondément heurté au cours d'une nuit. En effet, Craven observait les passants depuis le haut de la fenêtre de son immeuble, lorsqu'un vieil homme portant un chapeau s'arrêta de marcher pour le fixer depuis la rue.  Ainsi, le vieil homme, que Craven décrit comme un mendiant, ira même jusqu'à mimer d'entrer dans l'immeuble où le jeune Wes vivait. 
Cependant, l'idée d'un chapeau porté par Freddy, apparut tardivement dans la genèse du personnage. Dans les premiers designs du personnage, il arborait un béret.
Initialement, le personnage de Krueger devait être interprété par David Warner avant que le rôle soit donné à Robert Englund. Des moulages du masque original, réalisés depuis le visage de Warner, ont été dévoilés en 2014,.
Le personnage de Freddy avait été écrit avec un passé pédophile mais l'idée fut abandonnée. L'idée d'un personnage âgé fut aussi abandonné.

### Allure
Le chandail porté par Freddy est vert et rouge. Wes Craven avait choisi ces motifs car il avait lu que c'est la combinaison de couleurs qui agresse le plus les yeux. 
Dans Les griffes de la nuit, Freddy arbore un pull dont les rayures vertes ont un ton plus sombre (semblable au noir) que dans les autres opus de la saga. De plus, ses manches sont dépourvues des motifs à rayures que le personnage arbore dans les autres films de la saga. Freddy montre aussi des tâches de suie sur le visage et sur ses vêtements, une autre particularité que le personnage ne présente plus dans les autres films de la franchise.

### Nom
Freddy Krueger tient son nom d'un camarade de classe dont Wes Craven fut le souffre-douleur lorsqu'il était plus jeune.

## Œuvres

### Cinéma

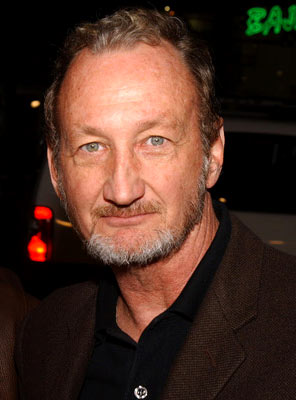
Robert Englund, interprète de Freddy Krueger.

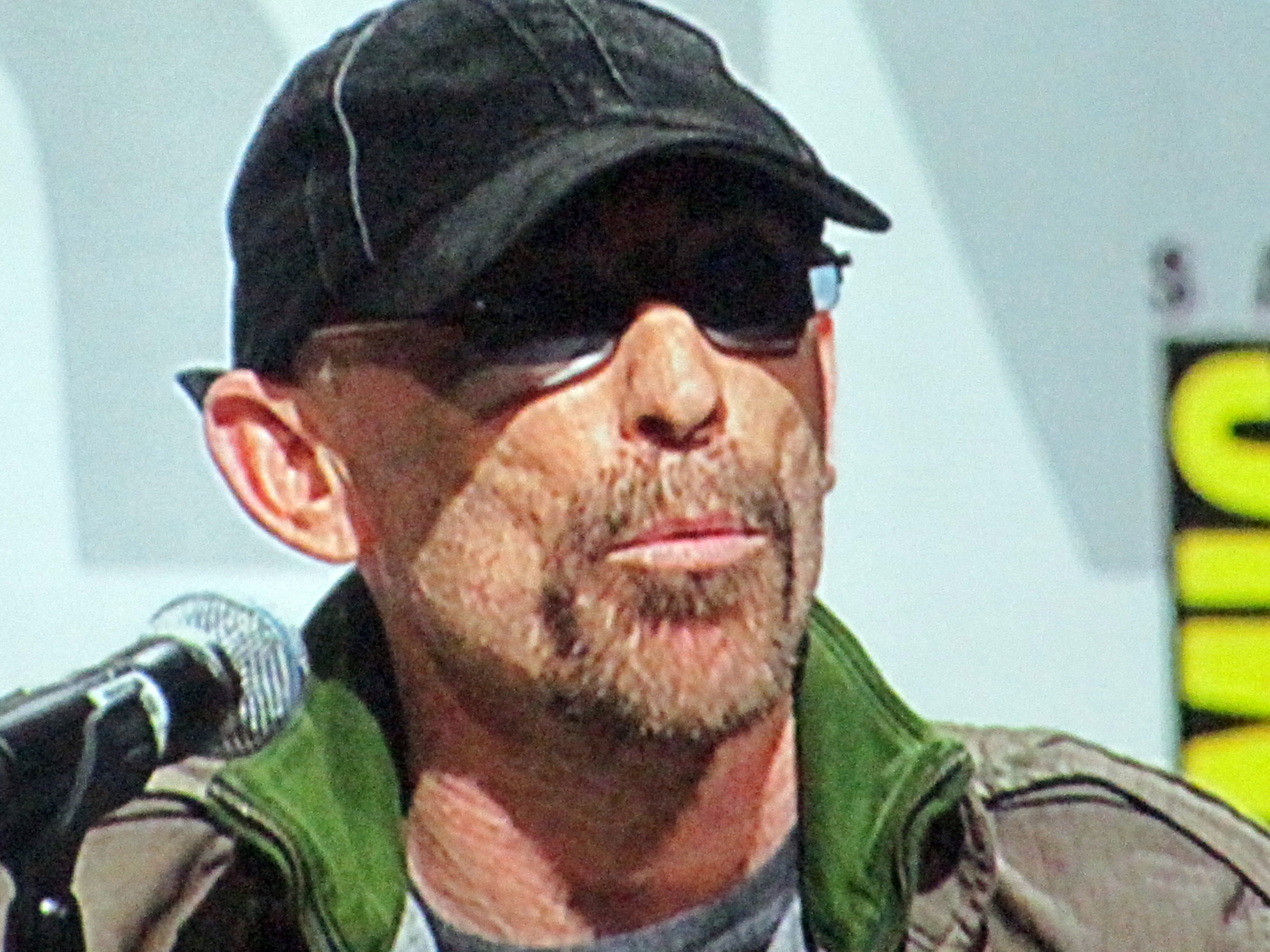
Jackie Earle Haley, l’interprète de Freddy Krueger dans Freddy : Les Griffes de la nuit.

1. Les Griffes de la nuit (A Nightmare on Elm Street, Wes Craven, 1984) avec Robert Englund ;
2. La Revanche de Freddy (A Nightmare on Elm Street Part 2: Freddy's Revenge, Jack Sholder, 1985) avec Robert Englund ;
3. Les Griffes du cauchemar (A Nightmare on Elm Street 3: Dream Warriors, Chuck Russell, 1987) avec Robert Englund ;
4. Le Cauchemar de Freddy (A Nightmare on Elm Street 4: The Dream Master, Renny Harlin, 1988) avec Robert Englund ;
5. L'Enfant du cauchemar (A Nightmare on Elm Street 5: The Dream Child, Stephen Hopkins, 1989) avec Robert Englund ;
6. La Fin de Freddy - L'ultime cauchemar (Freddy's Dead: The Final Nightmare, Rachel Talalay, 1991) avec Robert Englund ;
7. Freddy sort de la nuit (New Nightmare, Wes Craven, 1994) avec Robert Englund ;
8. Freddy contre Jason (Freddy vs. Jason, Ronny Yu, 2003) avec Robert Englund ;
9. Freddy - les Griffes de la nuit (A Nightmare on Elm Street, Samuel Bayer, 2010) avec Jackie Earle Haley.

### Télévision
- Freddy, le cauchemar de vos nuits (Freddy's Nightmares, a Nightmare on Elm Street: The Series, série télévisée américaine diffusée du 9 octobre 1988 au 11 mars 1990.

### Bandes dessinées
- Freddy Krueger's Nightmare on Elm Street, un comic en deux tomes, édité par Marvel ;
- En 1991, comic reprenant la trame de La Fin de Freddy en cinq tomes, édité par Innovation Publishing ;
- Freddy's Nightmares, série de quatre tomes édité par Trident ;
- Nightmare on Elm Street (2005) publie trois nouveaux comics édité par Avatar Press ;
- New Line Cinema's Tale of Horror (2007) ;
- Freddy vs. Jason vs. Ash (2007) de James Kuhoric et Jason Craig. Cette série opposant Freddy à Jason et à Ash, le personnage du film Evil Dead (1981).

### Jeux vidéo
- A Nightmare on Elm Street, édité par LJN sur Nes en 1990
- Mortal Kombat, édité par NetherRealm Studios sur PlayStation 3, Xbox 360 et PlayStation Vita, en 2011
- Dead by Daylight, en 2017
- Last Day on Earth, en 2018

## Culture populaire

### Cinéma
- Freddy vs. Ghostbusters (2004), court-métrage américain qui met en scène les chasseurs de fantômes opposés au croquemitaine.

### Jeux vidéo
- Grand Theft Auto: San Andreas (2004), Freddy Krueger apparaît en tant que mod et boss secret et aussi en tant que protagoniste mineur, membre et fondateur du Game Over's Organisation dans Nintendo World ;
- Mortal Kombat (2011), Freddy apparaît sous traits de l'acteur Jackie Earle Haley. Il a cependant, pour des raisons de gameplay, des griffes aux deux mains alors que dans les films, il n'en porte qu'à la main droite. Plus tard, une réédition en boîte du jeu de combat comprenant le personnage mythique est apparue ;
- Vampire: The Masquerade - Bloodlines (2004), il apparaît brièvement armé d'une hache d'incendie ;
- Blood (1997), son pull et son chapeau sont accrochés à un portemanteau dans l'un des niveaux ;
- Urban Rivals (2006), Edwin a le même style vestimentaire que Freddy.
- Dead by Daylight (2017), Avec la sortie du nouveau DLC: Ne t'endors pas.

### Télévision
- Charmed (saison 1, épisode 05 : L'Homme de mes rêves), Whitaker Bergman tue les femmes refusant ses avances en s'introduisant dans leurs rêves ;
- X-Files : Aux frontières du réel (saison 7, épisode 12 : Peur bleue), une femme déclarant qu’un monstre a tenté de s’introduire chez elle décrit Freddy Krueger au dessinateur chargé d’en dresser un portrait robot ;
- South Park
  - (saison 14, épisode 10 : Inseption, m'voyez), Freddy sauve Stan et le conseiller d'orientation M. Mackey d'un cauchemar hantant le pauvre conseiller ;
  - (saison 11, épisode 11 : Imaginationland : Épisode 2), (saison 11, épisode 12 : Imaginationland : Épisode 3), Freddy fait partie du groupe de créatures maléfiques d'Imaginationland ;
- Rick et Morty (Rick and Morty), dans un épisode parodiant le film Inception, Freddy finit par aider Rick et Morty à sortir de leurs rêves en vie ;
- Les Simpson (The Simpsons)
  - (saison 2, épisode 03 : Simpson Horror Show), Freddy et Jason lors du gag du canapé
  - (saison 5, épisode 2 : Lac Terreur), Ned Flanders se sert du gant de Freddy pour tailler un buisson devant chez lui.
  - (saison 7, épisode 06, partie 02 : Cauchemar sur Evergreen Terrace, Willie, le jardinier, vient chercher les enfants dans leurs rêves. (Elm Street a été remplacé par la rue où vivent les Simpson).
- En octobre 2018, Robert Englund redevient Freddy pour un épisode spéciale Halloween dans la sitcom Les Goldberg (Saison 6, épisode 5)

### Cinéma
- Jason va en enfer (Jason Goes to Hell: The Final Friday, 1993), à la fin du film, on peut voir le gant de Freddy sortir de terre et attraper le masque de Jason pour l'emmener avec lui. Après de nombreux problèmes de scénario, il faudra attendre en 2003 pour voir la confrontation entre les deux icônes de l'horreur. Freddy avait déjà fait une apparition moins explicite dans Jason le mort-vivant, quand une fillette dénommée Nancy se réveille et dit avoir rêvé de lui.
- Scream (1996), Wes Craven fait référence au personnage qu'il a créé, on peut voir un agent d'entretien porter les mêmes vêtements que Freddy (il s'agit d'ailleurs d'un caméo de Wes Craven).
- La Fiancée de Chucky (Bride of Chucky, 1999) - du réalisateur de Freddy contre Jason, ses griffes mythiques apparaissent dans une pièce consacrée aux affaires non résolues.
- Never Sleep Again: The Elm Street Legacy (2010), documentaire sur la franchise.
- Ready Player One (2018), Freddy apparaît au début du film en étant incarné par un joueur.

### Bandes dessinées
- Captain Biceps (tome 5 : L'Intrépide), Freddy combat Biceps dans son rêve. Freddy fait crisser ses griffes sur un tableau, faisant référence à La Fin de Freddy - L'ultime cauchemar, et Biceps dit en se bouchant les oreilles : « Ça doit être pratique si tu as le cul qui gratte ! ». Puis Biceps déclare à Freddy que ce n'est pas lui, son pire cauchemar, « mais plutôt de se retrouver en tutu rose dans la rue (à ce moment-là, Freddy est tout honteux en tutu rose), goûter chez sa mémé quand elle a fait du cake aux olives (sur ce, Freddy commence à prendre peur) ou devenir moniteur dans la crèche de ses neveux ». Au moment où Biceps s'apprête à dire son quatrième cauchemar, Freddy se suicide en plantant ses griffes dans son cœur.
- Lanfeust des Étoiles (tome 8, page 15 : Le Sang des comètes), Freddy cuisinier d'un vaisseau de croisière ;
- Ric Hochet (54e album : Le Masque de la terreur), un tueur se fait passer pour Jimmy, un personnage de cinéma d'horreur très semblable à Freddy.

### Musique
- The Nightmare : Titre du projet Techno/Hardcore Holy Noise figurant sur l'album Organoised Crime sorti en 1991 sur le label Hithouse Records
- Freddy Krueger : Titre de YNW Melly en feat. Tee Grizzley figurant sur l'album Just a Matter of Slime sorti en 2021.